# Meghan Klingenberg
Meghan Elizabeth Klingenberg (født 2. august 1988) er en amerikansk fodboldspiller, der har vundet verdensmesterskabet for USA. Hun spiller som forsvarer for Portland Thorns i National Women's Soccer League (NWSL) og for USA. Hun har tidligere spillet for tre forskellige hold i Women's Professional Soccer (WPS) ligaen, og for Tyresö FF i den svenske Damallsvenskan og for Houston Dash i NWSL.